# حرية التعبير (لوحة)
حرية التعبير (بالإنجليزية: Freedom of Speech)‏ هي اللوحة الزيتية الأولى من الحريات الأربع التي رسمها الفنان الأميركي نورمان روكويل. وترتكز هذه السلسلة على الأهداف المعروفة باسم الحريات الأربع التي أعلنها الرئيس الثاني والثلاثون للولايات المتحدة فرانكلين روزفلت، في خطابه بتاريخ 6 يناير 1941. نشرت حرية التعبير في 20 فبراير 1943 في مجلة الإصدار مساء السبت مع مقال مطابقة كتبها بوث طركنجتن كجزء من سلسلة الحريات الأربع.